# 검사 동일체의 원칙
|                                                                  |
| 형사소송법                                                       |
| 이념과 구조                                                      |
| 무죄 추정의 원칙 · 자백배제법칙 · 전문법칙                       |
| 증거보전청구권 · 형사보상청구권 · 독수독과이론                   |
| 실체적 진실주의 · 적정절차 · 신속한 재판의 원칙                  |
| 진술거부권 · 접견교통권 · 증거개시제도                           |
| 열람등사권 · 위법수집증거배제법칙                                |
| 법원                                                             |
| 제척 · 기피 · 회피 관할 · 이송 · 법관                            |
| 피고인과 변호인                                                  |
| 피고인 ·변호인 · 성명모용자 · 공동피고인 국선변호인 · 법정대리인 |
| 검사                                                             |
| 기소독점주의 · 검사 동일체의 원칙                                |
| 수사                                                             |
| 함정수사 · 불심검문 · 임의동행 · 동행요구 · 사법경찰관           |
| 구속                                                             |
| 구속영장 · 체포영장                                              |
| 증거법                                                           |
| 정황증거 · 전문증거 · 진술조서 · 진술서 · 실황조사서 · 검증조서  |
| 진술 · 증인                                                      |
| 재판                                                             |
| 공소장 · 공소장일본주의                                          |
| 고소 · 고발 · 고소불가분의 원칙 · 자수                           |
| 상소                                                             |
| 항소, 상고 & 비상상고                                            |
| 다른 7법 영역                                                    |
| 헌법 · 민법 · 형법                                               |
| 민사소송법 · 형사소송법 · 행정법                                 |
| 포털: 법 · 법철학 · 형사정책                                     |
| v • d • e • h                                                    |

검사 동일체의 원칙(檢事同一體의 原則)은 검찰 조직 전체가 검찰총장을 정점으로 상명하복 관계를 가지고 검찰 사무를 집행하는 것을 말한다. 이 원칙은 정치사건을 처리하는 검사의 독립성을 해치는 중요한 원인으로 지목되곤 했으며, 2004년 1월 20일 개정된 검찰청법에 따라 완화되었다. 검사의 불기소처분에 대하여 항고와 재항고를 하게 하는 것에서 일부 모순이 있다.

## 역사
제헌 국회에서 1949년 제정된 검찰청법 제11조는 "검찰사무에 관하여 상사의 명령에 복종한다."는 내용을 담고 있다. 이 원칙은 전국 어느 검찰청, 검사에 의한  검찰권 행사가 동일한 기준에 의하여 이루어지도록 하자는 취지에서 마련된 것이나, 현실에서는 각종 정치사건에서 검찰 고위층이 담당 검사에게 부당한 압력을 가하는 규정으로 활용되곤 했다. 따라서 2004년 개정된 검찰청 법에서는 "상사의 명령에 복종"이라는 어구를 대신 "상급자의 지휘·감독에 따른다"는 내용을 넣었으며, 제7조2항에서 "검사는 구체적 사건과 관련된 제1항의 지휘·감독의 적법성 또는 정당성 여부에 대하여 이견이 있는 때에는 이의를 제기할 수 있다"는 조항을 두었지만, 그 실효성에 대해서는 여전히 의문이 제기된다.

## 같이 보기
- 대한민국 검찰청법
- 대한민국 검찰청
- 검사